# Hair (comédie musicale)
Pour les articles homonymes, voir Hair.
Hair est une comédie musicale rock de James Rado (en) et Gerome Ragni (en) (paroles) et de Galt MacDermot (musique) créée « off-Broadway », dans une cave de Greenwich village, en octobre 1967 puis jouée à Broadway au Public Theater à partir d'avril 1968 pendant quatre ans sans interruption. Le New York Times en dit : « C'est enfin la première comédie musicale qui parle d'aujourd'hui. »
Produit de la contre-culture hippie et de la révolution sexuelle des années 1960, certaines de ses chansons, inspirées de la théorie du New Age, sont devenues des hymnes des mouvements pacifistes contre la guerre du Viêt Nam. Une adaptation cinématographique est réalisée par Milos Forman en 1979.
Après une première exportation à Londres, la version française est créée à Paris au théâtre de la Porte-Saint-Martin le 30 mai 1969.
Elle rompt avec le spectacle traditionnel et révolutionne le genre.
Hair est remonté à Broadway en 2009 et à Paris en 2011.

## Argument
Hair raconte l'histoire d'un groupe de hippies qui s'initient aux substances hallucinogènes et à la vie en communauté dans les rues de New York.
Claude Bukowski, jeune fermier dans l'Oklahoma, doit quitter son ranch pour combattre au Viêt Nam. Avant de se présenter aux services de l'armée, le futur soldat décide de visiter New-York. Il y rencontre un groupe de jeunes contestataires qui protestent contre la guerre au Vietnam, avec qui il participe à la révolution sexuelle et à la lutte contre la société conservatrice américaine.

## Une comédie controversée
En 1969, l'adaptation française surprend le public par ses scènes dénudées et provoque en décembre une protestation de l'Armée du salut, qui fait irruption dans la salle pour arrêter le spectacle,,. Pourtant, le New York Times écrit que la version de Paris « est sans doute la meilleure, la plus hippie et la plus festive ».
La même année, le gouvernement mexicain interdit la comédie musicale à la suite de la première représentation à Acapulco.
A Londres, les producteurs attendent un allègement des lois sur la censure pour ouvrir la comédie dans le West End.
En 2019, la chaine américaine NBC déprogramme une émission consacrée à la comédie musicale suggérant que celle-ci, en raison des thèmes abordés, n'est pas adaptée à une heure de grande écoute,.

## Succès mondial
La comédie musicale se joue dans le monde entier à guichet fermé,. Les producteurs comprennent vite que les préoccupations de la jeunesse de Tokyo ou de Berlin sont semblables à celles des jeunes américains. Le spectacle est un triomphe aux quatre coins du globe : São Paulo, Sydney, Hambourg, Amsterdam, Tel-Aviv, Londres et Belgrade.
Dès sa sortie, l'adaptation française connaît un immense succès. Elle attire un million de spectateurs.

## Fiche technique
- Livret : James Rado et Gerome Ragni
- Lyrics : James Rado et Gerome Ragni
- Musique : Galt MacDermot
- Mise en scène : Tom O'Horgan
- Chorégraphie : Julie Arenal
- Direction musicale : Galt MacDermot
- Décors : Robin Wagner
- Costumes : Nancy Potts
- Accessoires & bijoux: Jean Chenaf
- Lumières : Jules Fisher
- Production : Michael Butler pour Natoma
- Date de création : 17 octobre 1967 au Public Theater
- Date de première représentation à Broadway : 29 avril 1968 au Biltmore Theatre
- Date de dernière  représentation à Broadway : 1er juillet 1972
- Nombre de représentations consécutives : 1 750

## Distribution originale
- James Rado : Claude Bukowski
- Gerome Ragni : Berger
- Jill O'Hara : Sheila
- Steve Dean : Woof
- Arnold Wilkerson : Hud
- Sally Eaton : Jeanie
- Shelley Plimpton : Crissy
- Marsha Hunt : Dionne[18]

## Numéros musicaux
| Acte I - Aquarius – la tribu (ensemble) - Donna– Berger, la tribu - Hashish – la tribu - Sodomy – Woof, la tribu - I'm Black/Colored Spade – Hud, Woof, Berger, Claude et la tribu - Manchester England – Claude et la tribu - Ain't Got No – Woof, Hud, Dionne et la tribu - I Believe in Love – Sheila et trio - Air – Jeanie, Crissy, Dionne - Initials (L. B. J.) – la tribu - I Got Life – Claude et la tribu - Going Down – Berger et la tribu - Hair – Claude, Berger et la tribu - My Conviction – Margaret Mead - Easy to be Hard – Sheila - Don't Put It Down – Berger, Woof et les hommes de la tribu - Frank Mills – Crissy - Be-In (Hare Krishna) – la tribu - Where Do I Go? – Claude et la tribu | Acte II - Electric Blues – quatuor - Black Boys – sextuor - White Boys – trio Supremes - Walking in Space – la tribu - Yes, I's Finished/Abie Baby – Abraham Lincoln, Hud et deux hommes - Three-Five-Zero-Zero – la tribu - What a Piece of Work Is Man – duo - Good Morning Starshine – Sheila et la tribu - The Bed – la tribu - Aquarius (reprise) – la tribu - Manchester England (reprise) – Claude et la tribu - Eyes Look Your Last – Claude et la tribu - The Flesh Failures (Let the Sunshine In) – Claude, Sheila, Dionne et la tribu |

## Versions françaises

### Théâtre de la Porte-Saint-Martin, 1969
- Adaptation : Jacques Lanzmann[16]
- Mise en scène : Bertrand Castelli
- Direction musicale : Danny Hurd
- Production : Annie Fargue

Interprètes
- Julien Clerc, Gérard Lenorman, Michel Zacha (en alternance) : Claude Bukowski
- Vanina Michel, Argia Venturino (en alternance) : Shirley
- Hervé Watine : Berger
- Philippe Desprats, Gérard Palaprat (en alternance) :  Woof
- Michael Sterling : Hud
- Jeanie Bennett, Graziella Madrigal (en alternance) : Jeanie
- Martine Kelly : Crissy
- Dary

### Théâtre Mogador, 1998
Nouvelle  adaptation française des chansons : Joëlle Angeli
Mise en scène et adaptation de Jacques Rosny
Direction musicale : François  Dreno
Chorégraphie : Laura Treves
Chef d'orchestre : Laurent Desmurs
Avec : Alexandre Bonstein, Isabel Cramaro, Emmanuel Dahl, Tino Daly, Christelle Dobat, Donovan Jones, Delphine Labey, Dominique Martinelli, Eric Melville, Liza Michael, Isabelle N'Gombo, Claire Pataut, Simon Porter, Vincianne Regattieri, Sinan, Frederic Strouck, Deborah Tanguy, Isabelle Turschwell, Catherine Yvorra.

### Théâtre de Trianon, 2009, puisThéâtre du Gymnase Marie-Bell, 2011
L'argument est modifié et transposé : au lieu de la guerre du Viêt Nam, point central de la version de 1969, c'est l'épidémie du SIDA qui représente le danger pour les personnages,.
- Adaptation : Sylvain Meyniac
- Mise en scène : Sylvain Meyniac
- Direction musicale : Alex Finkin
- Direction vocale : Éric Szerman
- Chorégraphie : Jean-Claude Marignal
- Décor : Anne Wannier
- Scénographie : Renaud
- Costumes : Victoria Vignaux
- Production : Dimitri Baquet et Sylvain Meyniac

Interprètes
- Laurent Marion puis Fabian Richard : Claude Bukowski
- Laurent Bàn : Berger
- Lucie Bernardoni : Sheila
- Camille Turlot puis Philippe d'Avilla : Woof
- Aurélie Lamalle puis Jua Amir : Hud
- Lola Aumont : Jeanie
- Lorène Devienne : Leata
- Corentine Planckaert : Mary
- Candice Parise : Crissy
- Anandha Seethanen puis Lisbet Guldbaek : Dionne
- Régis Olivier : Ronny
- Jua Amir : Jua
- Alexander Donesch puis Philippe d'Avilla : Walter
- Noémie Alazard : Jade
- Lovenah L'Huillier : Lovenah
- Héloïse Adam : Linda

## Récompenses
L'enregistrement de l’œuvre avec la distribution originale sur disque RCA Victor en 1968 reçoit le Grammy Hall of Fame Award en 2006 puis est inscrit en 2018 au registre national des enregistrements (National Recording Registry) de la bibliothèque du Congrès à Washington,.
La reprise de 2009 à Broadway est élue meilleure reprise de l'année lors des Tony Awards, .